# Julián Grimau
 (février 2022).
Si vous disposez d'ouvrages ou d'articles de référence ou si vous connaissez des sites web de qualité traitant du thème abordé ici, merci de compléter l'article en donnant les références utiles à sa vérifiabilité et en les liant à la section « Notes et références ».
 (février 2022).
Améliorez-le ou discutez des points à vérifier. 
Julián Grimau (Julián Grimau García, né le 18 février 1911 à Madrid, fusillé le 20 avril 1963 à Madrid) fut un dirigeant du Parti communiste d'Espagne, ancien fonctionnaire du gouvernement républicain, exécuté par le régime franquiste.

## Biographie
Il abandonne ses études à l'âge de quatorze ans pour aider à subvenir aux besoins de la famille. Il a travaillé dans diverses maisons d'édition et est devenu directeur adjoint de l'une d'entre elles à La Corogne.
Ouvrier typographe, dans sa jeunesse il milite dans la Gauche républicaine,. Au déclenchement de la guerre civile par le général Franco, il adhère au PCE. Il passe la guerre à Barcelone, où il se voue à des tâches policières (son père, Enrique Grimau, avait été inspecteur de police) : en effet, Grimau fut un agent du SIM (Servicio de Investigación Militar), le service de sécurité du gouvernement républicain, qui était largement utilisé par le PCE comme outil de répression contre ses opposants de droite comme de gauche (trotskystes et anarchistes). L'écrivain Jorge Semprún a mentionné un témoignage oral venant d'un républicain exilé en Amérique latine et aujourd'hui disparu qui établissait sa possible participation dans la répression contre le parti trotskiste POUM durant la guerre civile. Après la défaite de la République, il s’exile en Amérique latine, pour s’établir ultérieurement en France. En 1954, lors du congrès du parti réuni à Prague, il est élu membre du comité central. À partir de 1959, il est chargé de la direction du parti « à l’intérieur », c’est-à-dire en Espagne, où il réside clandestinement durant diverses périodes.
Son activité politique contre la dictature en fait une des personnes les plus recherchées par la police espagnole. Après son arrestation le 7 novembre 1962 dans un bus par la Brigade politico-sociale, il est torturé et défenestré dans les locaux de la Dirección General de Seguridad ; ayant survécu, son procès commence le 18 avril 1963 devant un tribunal militaire : selon le tribunal militaire qui doit le juger, il serait responsable de la checa de la rue Baranguer, à Barcelone, où de nombreuses personnes furent arrêtées, torturées et exécutées sans jugement ; il est condamné à mort et fusillé, bien que son cas ait été l’objet d’une grande attention de la presse internationale, que de nombreuses manifestations aient eu lieu en diverses capitales européennes et latino-américaines et que plus de 800 000 télégrammes soient parvenus à Madrid, demandant l’arrêt de ce qui était considéré comme une farce judiciaire. Selon l'historien Max Gallo, l'exécution de Grimau représente un avertissement clair contre tous ceux qui oublient que le franquisme, c'est la force, surtout après les grandes grèves de 1962.
Il est un des symboles des victimes de la répression franquiste contre les communistes et républicains espagnols qui continue vingt-cinq ans après la fin de la guerre civile.
Les tentatives de réhabilitation judiciaire de Julian Grimau - demandées par la gauche espagnole - ont toutes été bloquées par le Parti populaire espagnol.

## Hommages
- Léo Ferré lui rend hommage dans sa chanson « Franco la muerte », sur l'album Ferré 64 :

« L'heure n'est plus au flamenco

Déshonoré Mister Franco

Nous vivons l'heure des couteaux

Nous sommes à l'heure de Grimau »

- La chanteuse chilienne Violeta Parra lui rend hommage dans sa chanson Que dirá el Santo Padre :

« Entre más injusticia, señor fiscal,

más fuerzas tiene mi alma para cantar.

Lindo se dará el trigo en el sembra’o,

regado con tu sangre, Julián Grimau. »

## Source originale
- (es) Cet article est partiellement ou en totalité issu de l’article de Wikipédia en espagnol intitulé « Julián Grimau » (voir la liste des auteurs)   dans sa version du 26 novembre 2007